# Henry Källgren
Henry «Putte» Källgren (Norrköping, Suecia, 13 de marzo de 1931-Helsingborg, Suecia, 21 de enero de 2005) fue un futbolista sueco que jugaba como delantero.
Fue uno de los mejores delanteros suecos de la década de 1950 y es el máximo goleador histórico del IFK Norrköping en la Allsvenskan, con 126 goles en 181 partidos. Su estilo de juego se caracterizaba por la velocidad, el ingenio y un estado de alerta poco común frente a la portería.

## Selección nacional
Fue internacional con la selección sueca en 8 ocasiones y convirtió 8 goles. Hizo su debut el 15 de noviembre de 1953 en un amistoso contra Hungría en Budapest, el cual finalizó en empate 2-2, habiendo marcado el primer tanto del partido. Fue miembro de la legendaria selección sueca que llegó a la final de la Copa del Mundo de 1958 y jugó un solo partido, un 0-0 contra Gales en la fase de grupos.

### Participaciones en Copas del Mundo
| Mundial                        | Sede   | Resultado  | Partidos | Goles |
| ------------------------------ | ------ | ---------- | -------- | ----- |
| Copa Mundial de Fútbol de 1958 | Suecia | Subcampeón | 1        | 0     |

## Clubes
| Club           | País   | Año       |
| -------------- | ------ | --------- |
| IFK Norrköping | Suecia | 1951-1960 |
| Norrby IF      | Suecia | 1960-1963 |

## Palmarés

### Campeonatos nacionales
| Título      | Club           | País   | Año  |
| ----------- | -------------- | ------ | ---- |
| Allsvenskan | IFK Norrköping | Suecia | 1952 |
| Allsvenskan | IFK Norrköping | Suecia | 1956 |
| Allsvenskan | IFK Norrköping | Suecia | 1957 |

### Distinciones individuales
| Distinción                                   | Año  |
| -------------------------------------------- | ---- |
| Máximo goleador de la Allsvenskan (ex aequo) | 1958 |